# أفيغدور
أفيغدور عبرية: אביגדור هو موشاف صغير في جنوب إسرائيل، أقيم على أراضي قرية قسطينة الفلسطينية الُهجرة. يقع تحت ولاية مجلس بير توفيا الإقليمي جنوب كريات ملاخي و11 كم شمال كريات جات ويغطي مساحة 3.75 كم². بلغ عدد سكانه 762 نسمة في عام 2014. تأسس في عام 1950 من قبل قدامى محاربي الجيش البريطاني وكان اسمه في البداية يائيل.